# Sy (Ardennes)
Pour les articles homonymes, voir SY.
Pour l’acteur, voir Omar Sy.
Ne doit pas être confondu avec Sy (Belgique) ou Sy (Mali).
Sy est une commune française, située dans le département des Ardennes en région Grand Est.

## Géographie
| Tannay               | Les Grandes-Armoises |       |
| Les Petites-Armoises | Sy                   | Oches |
| Brieulles-sur-Bar    | Verrières            |       |

La commune de Sy se situe dans le Sud du territoire des Ardennes, dans la région du Grand-Est (secteur Champagne-Ardennes). Selon le découpage territorial des Ardennes : elle est localisable dans l'arrondissement de Vouziers, et se trouve au sein de l'Établissement Public de Coopération Intercommunale (EPCI) de l'Argonne ardennaise, en son Nord. Rattachée au canton de Le Chesnes (maintenant, Bairon et ses environs). 
Éloignée d'entre 40 et 50 kilomètres de Charleville-Mézières (plus au Nord du territoire), et à une trentaine de kilomètres de Sedan. A quelques kilomètres du village de Bairon et ses environs (anciennement appelé Le Chesne, à la suite d'une fusion en 2016 avec deux autres villages : Louvergny et Les Alleux), à l'Est de Sy. 
Mais aussi, la commune est encerclée par Tannay, Les Grandes-Armoises, La Berlière, Oches, Verrières et Les Petites-Armoises. Traversée par le Ruisseau des Armoises, mesurant 10,5 km. Il traverse 8 communes proche de Sy. Également traversée par la D230. Non loin, on peut trouver le bois la forêt domaniale du Mont-Dieu d'une superficie de 857,20ha, étant une ZNIEFF de type 1 (zone caractérisée par la présence d’espèces ou de milieux très rares, remarquables  ou caractéristiques  du patrimoine naturel).
Sy est aussi cœur du PNR (Par Naturel Régional) d'Argonne, d'une superficie de 2200 km² (899 km² en Ardennes), dans lequel nous pouvons trouver une richesse naturelle intéressante. Le PNR d'Argonne abrite ainsi plus de 280 espèces d’oiseaux, dont 180 figurent sur la liste rouge des oiseaux nicheurs de France ; et 20 sont considérées comme vulnérables ou en danger.
Sa localité est affiliée à la 2C2A (Communauté de Communes de l'Argonne Ardennaise).

### Hydrographie
La commune est dans le bassin versant de la Meuse au sein du bassin Rhin-Meuse. Elle est drainée par le ruisseau des Armoises, le ruisseau d'Ecogne et le ruisseau d'Uchon,.
Le ruisseau des Armoises, d'une longueur de 10 km, prend sa source dans la commune de Stonne et se jette  dans la Bar à Tannay, après avoir traversé six communes. 

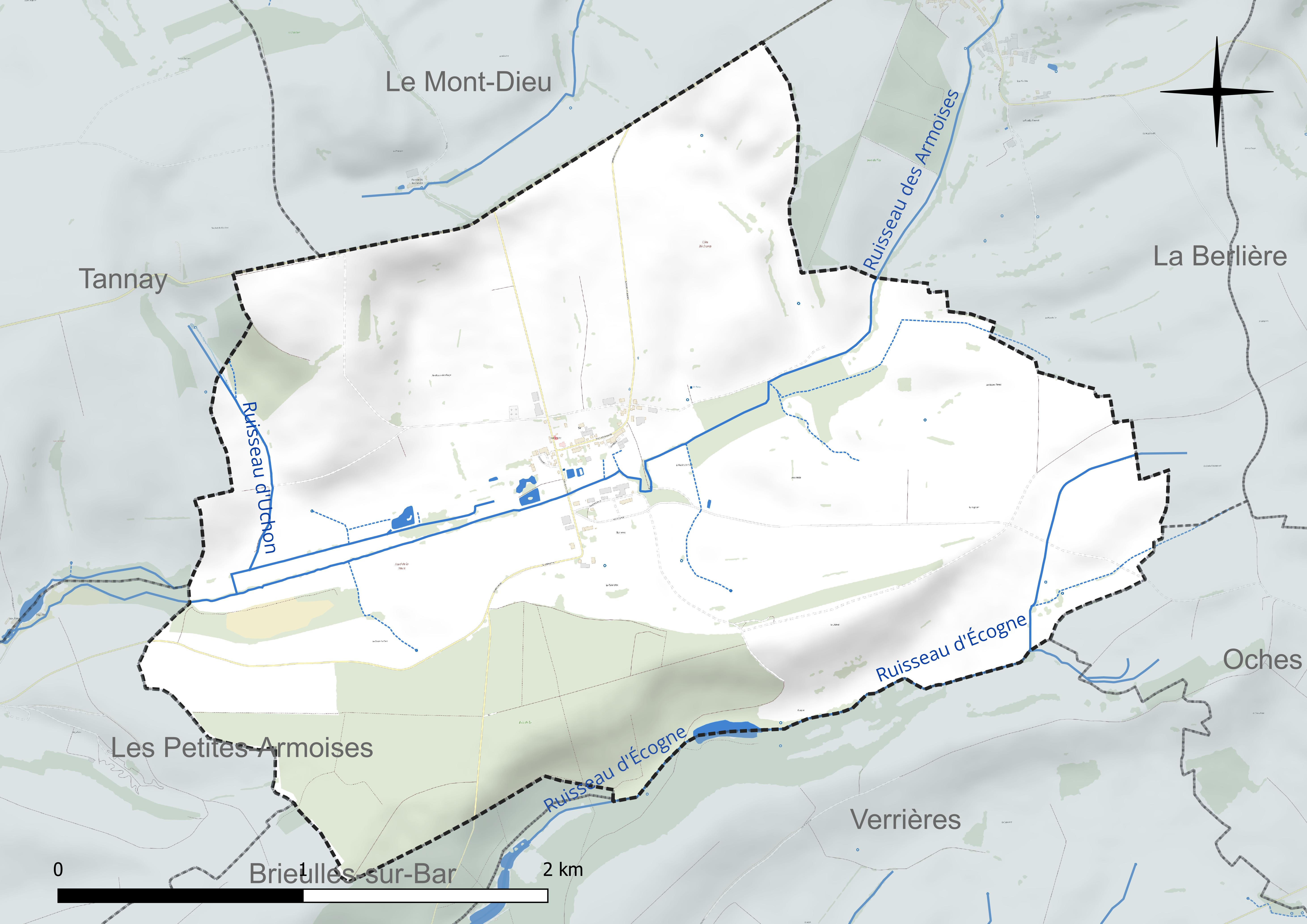
Réseau hydrographique de Sy.

### Climat
Pour des articles plus généraux, voir Climat du Grand Est et Climat des Ardennes.
En 2010, le climat de la commune est de type climat de montagne, selon une étude du Centre national de la recherche scientifique s'appuyant sur une série de données couvrant la période 1971-2000. En 2020, Météo-France publie une typologie des climats de la France métropolitaine dans laquelle la commune est exposée à un climat océanique altéré et est dans la région climatique  Lorraine, plateau de Langres, Morvan, caractérisée par un hiver rude (1,5 °C), des vents modérés et des brouillards fréquents en automne et hiver. 
Pour la période 1971-2000, la température annuelle moyenne est de 9,8 °C, avec une amplitude thermique annuelle de 15,5 °C. Le cumul annuel moyen de précipitations est de 966 mm, avec 13,7 jours de précipitations en janvier et 9,4 jours en juillet. Pour la période 1991-2020, la température moyenne annuelle observée sur la station météorologique de Météo-France la plus proche, « Buzancy_sapc », sur la commune de Buzancy à 12 km à vol d'oiseau, est de 10,9 °C et le cumul annuel moyen de précipitations est de 862,0 mm. 
La température maximale relevée sur cette station est de 40,7 °C, atteinte le 25 juillet 2019 ; la température minimale est de −15,8 °C, atteinte le 20 décembre 2009,,. 
Les paramètres climatiques de la commune ont été estimés pour le milieu du siècle (2041-2070) selon différents scénarios d'émission de gaz à effet de serre à partir des nouvelles projections climatiques de référence DRIAS-2020. Ils sont consultables sur un site dédié publié par Météo-France en novembre 2022.

## Urbanisme

### Typologie
Au 1er janvier 2024, Sy est catégorisée commune rurale à habitat dispersé, selon la nouvelle grille communale de densité à 7 niveaux définie par l'Insee en 2022.
Elle est située hors unité urbaine et hors attraction des villes,.

### Occupation des sols
L'occupation des sols de la commune, telle qu'elle ressort de la base de données européenne d’occupation biophysique des sols Corine Land Cover (CLC), est marquée par l'importance des territoires agricoles (80,8 % en 2018), en augmentation par rapport à 1990 (77,5 %). La répartition détaillée en 2018 est la suivante : 
prairies (49 %), terres arables (28,4 %), forêts (16,6 %), zones agricoles hétérogènes (3,3 %), zones humides intérieures (2,6 %). L'évolution de l’occupation des sols de la commune et de ses infrastructures peut être observée sur les différentes représentations cartographiques du territoire : la carte de Cassini (XVIIIe siècle), la carte d'état-major (1820-1866) et les cartes ou photos aériennes de l'IGN pour la période actuelle (1950 à aujourd'hui).

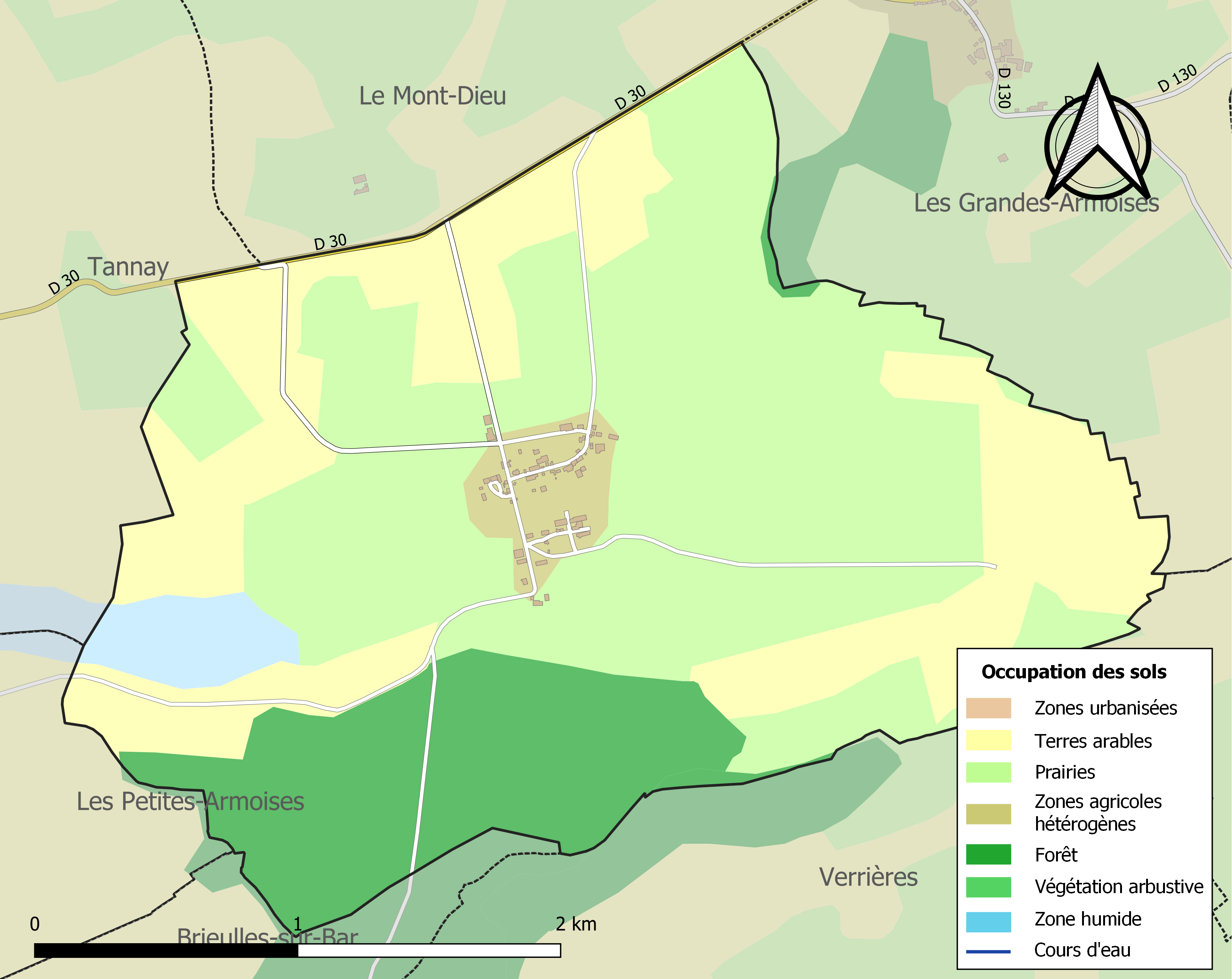
Carte des infrastructures et de l'occupation des sols de la commune en 2018 (CLC).

## Toponymie
Le nom de la localité est attesté sous les formes Seyum en 1168, Siy en 1251, Syi en 1255, Sii en 1324.
Sy a fourni au français le mot « scie ». C'est un déverbatif de scier, « couper de façon à raccourcir ». 

## Histoire
Les comtes de Rethel sont suzerains de Sy, mais en réalité, dans le cadre de cette suzeraineté, les maîtres de la seigneurie sont, au XIIe siècle, les Armoises. Puis au milieu du XIVe siècle, cette seigneurie passe aux Villiers. Françoise de Villiers apporte ces terres dans sa dot lors de son mariage avec François de la Taste, dit Montferrand. Celui-ci y bâtit un château en 1525, la maison-forte primitive ayant été détruite, probablement durant la guerre de Cent Ans. Il a deux filles, Guillemette qui se marie avec Adolphe des Lyons, seigneur d'Espeaux, et Catherine qui épouse Pierre de la Vieuville. La seigneurie est partagée en deux à sa mort. En 1553, les troupes hongroises et bourguignonnes de la reine Marie de Hongrie détruisent le château. Ce conflit s'arrête trois ans plus tard, avec la trêve de Vaucelles le 5 février 1556. En 1564, Adolphe des Lyons et Guillemette de la Taste relèvent le château. Adolphe des Lyons meurt en 1572 et Guillemette de la Taste en 1584. Ils ont leur gisant en l'église paroissiale, comme le père de Guillemette, François de la Taste.
Durant les guerres de Religion, Pierre de Vieuville entretient une troupe au château et multiplie les coups de main contre les troupes de la Ligue. En 1589, le village est ravagé par Antoine de Saint-Paul au nom de la Ligue catholique. Pierre de Vieuville s'en échappe, et laisse sa seconde épouse, Catherine d'O., négocier avec Antoinde Saint-Paul, qui laisse debout le château. Cette propriété est détruite pendant la Révolution.
Pendant la Seconde Guerre mondiale, Sy fait notamment partie des communes englobées dans le théâtre de la violente confrontation de mai 1940 dans le massif boisé des Ardennes de la zone du Mont-Dieu, et la bataille de Stonne. En ces lieux, après la percée de Sedan, des forces d'invasion ennemies furent stoppées durant plus de dix jours.

## Politique et administration
| Période                                  | Période                   | Identité                                       | Étiquette | Qualité |
| ---------------------------------------- | ------------------------- | ---------------------------------------------- | --------- | ------- |
| 1879                                     |                           | Boizard                                        |           |         |
| mars 2001                                | mars 2008                 | Michel Gutleben                                |           |         |
| mars 2008                                | En cours (au 25 mai 2020) | Bruno Deswaene, Réélu pour le mandat 2020-2026 |           |         |
| Les données manquantes sont à compléter. |                           |                                                |           |         |

## Démographie
L'évolution du nombre d'habitants est connue à travers les recensements de la population effectués dans la commune depuis 1793. Pour les communes de moins de 10 000 habitants, une enquête de recensement portant sur toute la population est réalisée tous les cinq ans, les populations de référence des années intermédiaires étant quant à elles estimées par interpolation ou extrapolation. Pour la commune, le premier recensement exhaustif entrant dans le cadre du nouveau dispositif a été réalisé en 2005.

En 2022, la commune comptait 56 habitants, en évolution de +7,69 % par rapport à 2016 (Ardennes : −2,97 %, France hors Mayotte : +2,11 %).
| 1793 | 1800 | 1806 | 1821 | 1831 | 1836 | 1841 | 1846 | 1851 |
| ---- | ---- | ---- | ---- | ---- | ---- | ---- | ---- | ---- |
| 308  | 314  | 189  | 342  | 363  | 315  | 319  | 322  | 311  |

| 1866 | 1872 | 1876 | 1881 | 1886 | 1891 | 1896 | 1901 | 1906 |
| ---- | ---- | ---- | ---- | ---- | ---- | ---- | ---- | ---- |
| 293  | 279  | 257  | 244  | 233  | 201  | 175  | 173  | 183  |

| 1911 | 1921 | 1926 | 1931 | 1936 | 1946 | 1954 | 1962 | 1968 |
| ---- | ---- | ---- | ---- | ---- | ---- | ---- | ---- | ---- |
| 157  | 114  | 99   | 84   | 88   | 77   | 74   | 93   | 82   |

| 1975 | 1982 | 1990 | 1999 | 2005 | 2006 | 2010 | 2015 | 2020 |
| ---- | ---- | ---- | ---- | ---- | ---- | ---- | ---- | ---- |
| 56   | 61   | 50   | 45   | 42   | 40   | 48   | 52   | 52   |

| 2022 | - | - | - | - | - | - | - | - |
| ---- | - | - | - | - | - | - | - | - |
| 56   | - | - | - | - | - | - | - | - |

## Culture locale et patrimoine

### Lieux et monuments
- Un monument aux morts et un canon de 75 mm rappellent les combats particulièrement meurtriers de mai 1940.

- Église Saint-Laurent de Sy.

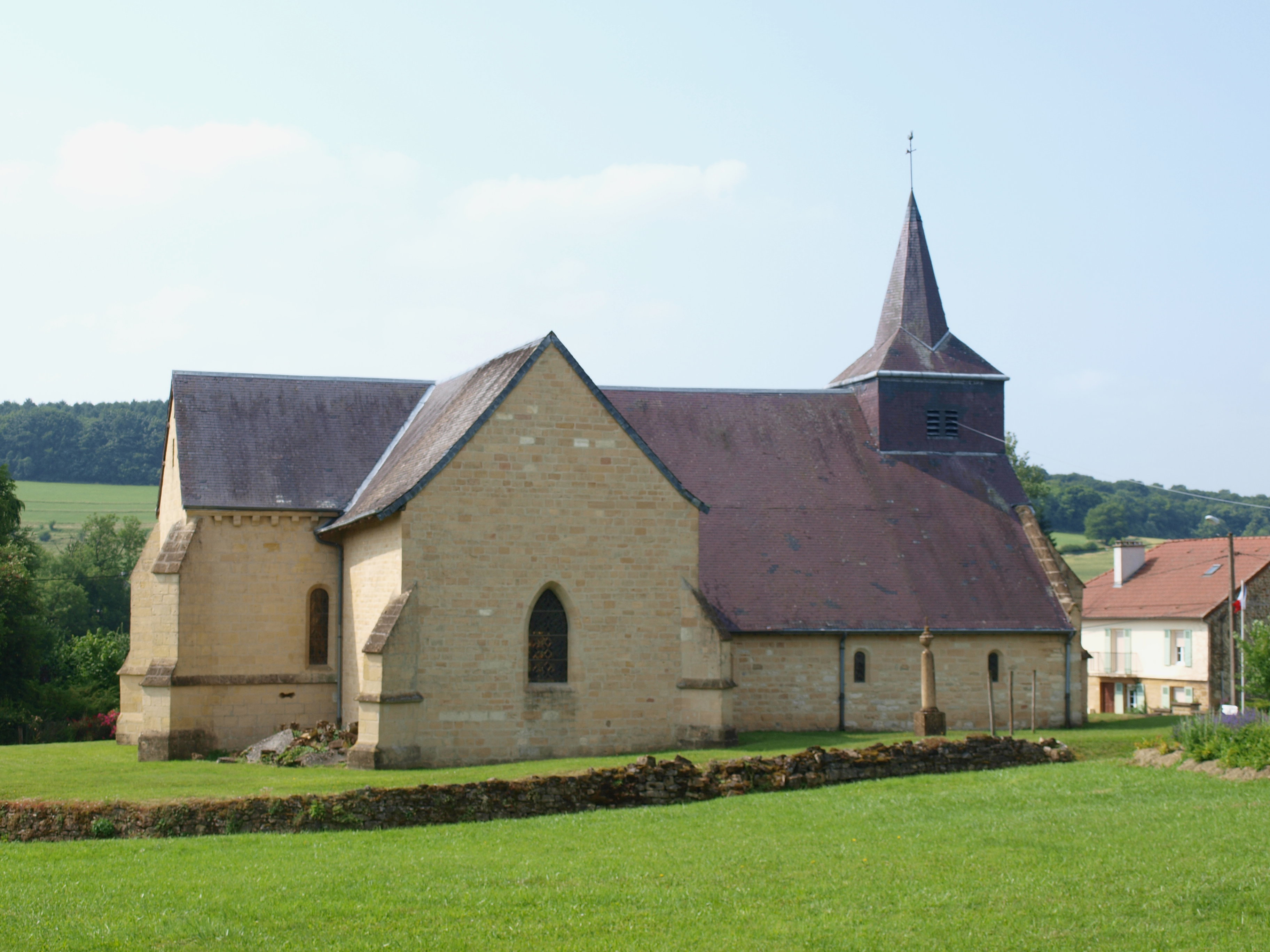
Église.
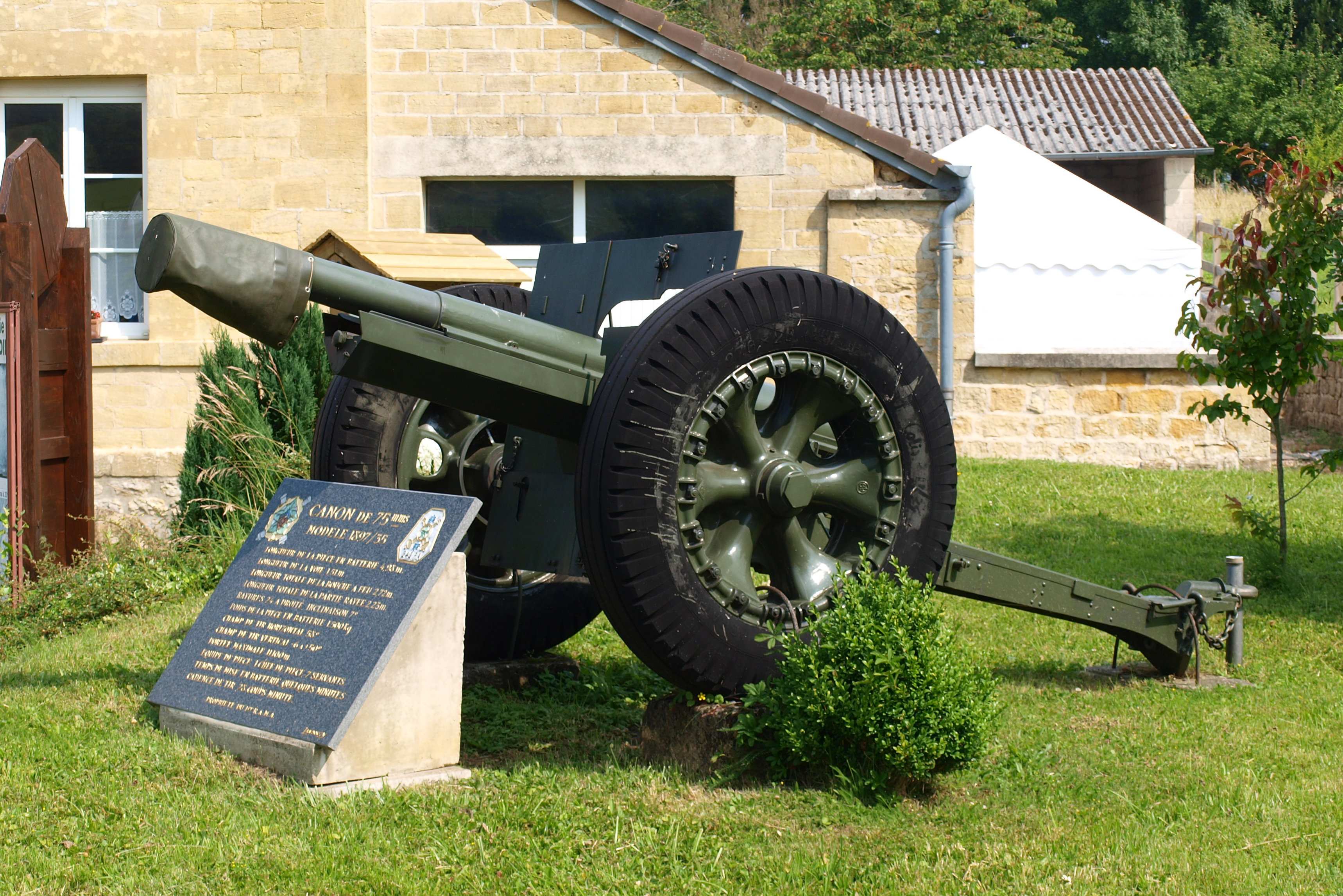
Canon de 75.
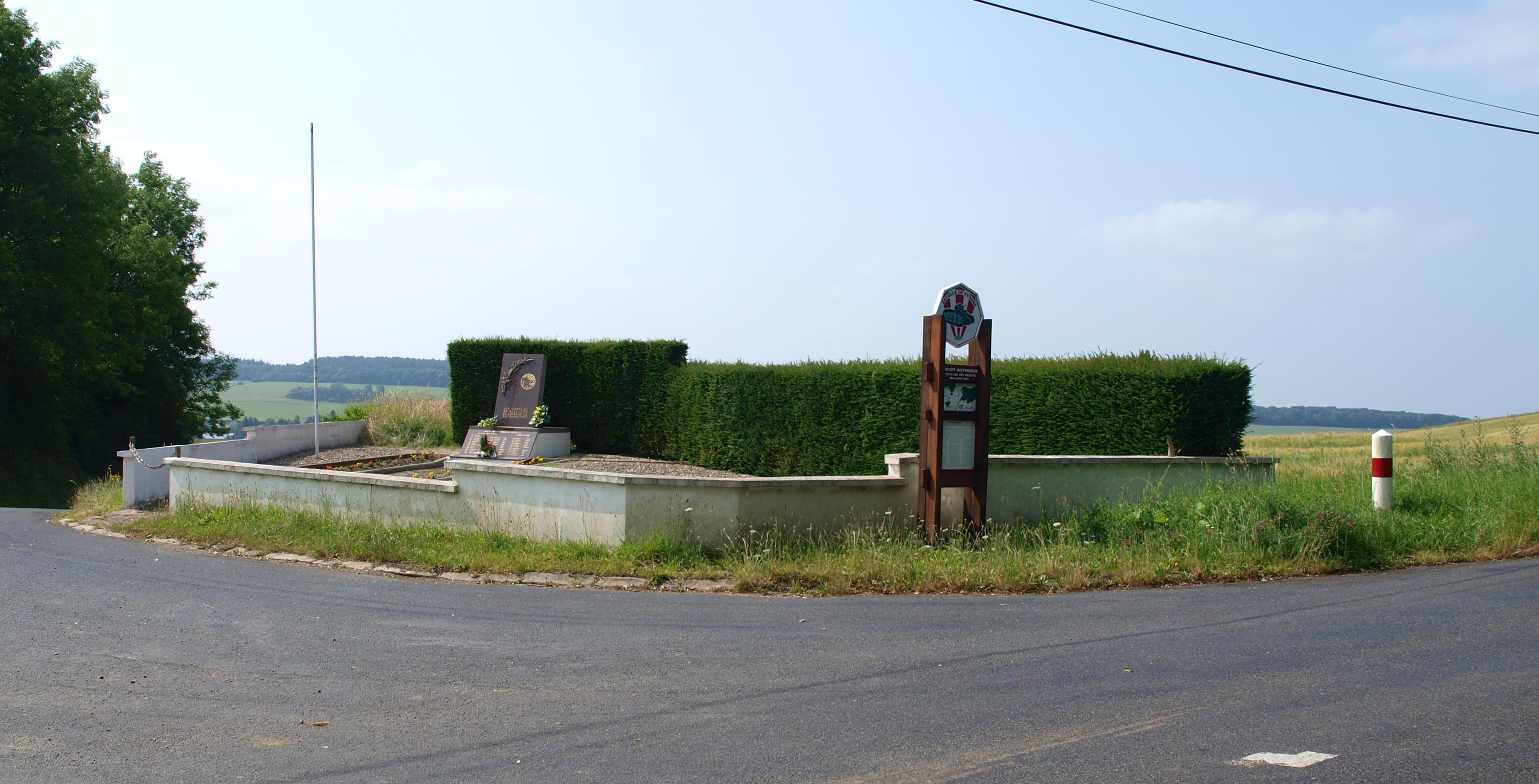
Monument aux morts de mai 1940.

### Personnalités liées à la commune

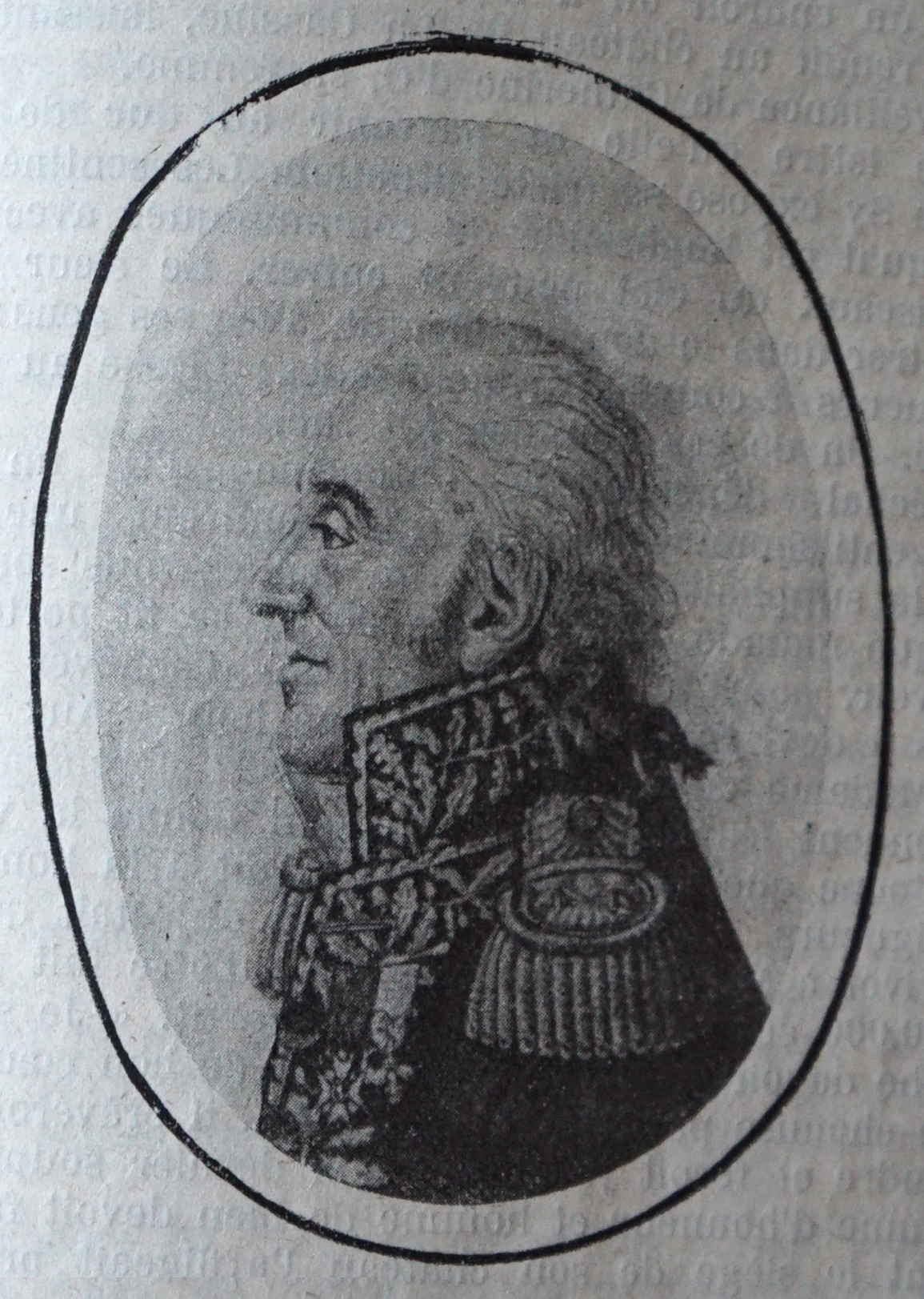
Le marquis de Sy.

- Robert de La Vieuville, seigneur du château de Sy. Il fit ériger en marquisat la terre seigneuriale.
- Charles de La Vieuville, marquis de Sy, son fils.

### Héraldique
| Armes de Sy | Les armes de Sy se blasonnent ainsi : Parti : au 1er d’or aux trois feuilles de houx d’azur surmontées d’un croissant de gueules, au 2e d’azur à la tour donjonnée d’or ouverte du champ, surmontée d’une fleur de lys d’argent. |